# Liên Sơn, Thanh Viễn
Huyện tự trị dân tộc Choang Dao Liên Sơn (chữ Hán giản thể: 连山壮族瑶族自治县; tiếng Tráng: Lenzsanh) là một huyện thuộc địa cấp thị Thanh Viễn, tỉnh Quảng Đông, Cộng hòa Nhân dân Trung Hoa. Huyện này có diện tích 1218 ki-lô-mét vuông, dân số 12 vạn người (2015). Các dân tộc thiểu số chiếm 63.88% dân số. Huyện này được lập năm 506. Ngày 26 tháng 9 năm 1962, Quốc vụ viện đã phê chuẩn thành lập huyện tự trị với tên gọi như ngày nay. Mã số bưu chính là 513200. Mã vùng điện thoại là 0763. Huyện lỵ đóng tại trấn Cát Điền. Về mặt hành chính, huyện này được chia thành 7 trấn, 2 nông lâm trường.
- Trấn: Vĩnh Hòa (永和), Cát Điền (吉田), Thái Bảo (太保), Hòa Động (禾洞), Phúc Đường (福堂), Tiểu Tam Giang (小三江), Thượng Súy (上帥)
- Nông lâm trường: Liên Sơn (連山), Hòa Động (禾洞)